# تپه کاوندی شاهسوند
تپه کاوندی شاهسوند مربوط به مس و سنگ است و در شهرستان صحنه، بخش مرکزی، شاهسوند واقع شده و این اثر در تاریخ ۱۸ خرداد ۱۳۸۴ با شمارهٔ ثبت ۱۱۸۳۹ به‌عنوان یکی از آثار ملی ایران به ثبت رسیده است.